# Chikage Tanaka
Chikage Tanaka (jap. 田中 千景 Tanaka Chikage; * 23. Juni 1973 in Koshoku) ist eine ehemalige japanische Shorttrackerin.

## Werdegang
Tanaka trat international erstmals in der Saison 1996/97 in Erscheinung. Dabei holte sie bei den Teamweltmeisterschaften 1997 in Seoul und bei den Weltmeisterschaften 1997 in Nagano mit der Staffel jeweils die Bronzemedaille. Im folgenden Jahr belegte sie dort bei den Olympischen Winterspielen den 15. Platz über 1000 m, den neunten Rang über 500 m und den vierten Platz mit der Staffel. In der Saison 1998/99 lief sie bei den Teamweltmeisterschaften 1999 in St. Louis auf den sechsten Rang und bei den Weltmeisterschaften 1999 in Sofia auf den 16. Platz im Mehrkampf sowie auf den siebten Rang mit der Staffel. Zudem gewann sie bei den Winter-Asienspielen 1999 in Gangwon die Silbermedaille mit der Staffel. In der Saison 1999/2000 erreichte sie in Provo mit dem dritten Platz über 500 m sowie in Nobeyama mit dem dritten Platz mit der Staffel ihre ersten Podestplatzierungen im Weltcup und zum Saisonende den zehnten Platz in der Weltcupwertung über 1500 m, den neunten Platz im Mehrkampf-Weltcup, den achten Rang in der Weltcupwertung über 1000 m´und den siebten Platz in der Weltcupwertung über 1500 m. Beim Saisonhöhepunkt, den Weltmeisterschaften 2000 in Sheffield, wurde sie Zehnte im Mehrkampf und Vierte mit der Staffel. Außerdem holte sie bei den Teamweltmeisterschaften 2000 in Den Haag die Bronzemedaille.
In der folgenden Saison errang Tanaka in Nobeyama den dritten Platz über 3000 m und erreichte den achten Platz im Mehrkampf-Weltcup sowie jeweils den siebten Rang in der Weltcupwertung über 1000 m und 1500 m. Bei den Weltmeisterschaften 2001 in Jeonju lief sie auf den zehnten Platz im Mehrkampf sowie auf den vierten Rang mit der Staffel und bei den Teamweltmeisterschaften 2001 in Nobeyama auf den fünften Platz. Nach Platz drei über 3000 m sowie Rang zwei mit der Staffel in Nobeyama zu Beginn der Saison 2001/02, wurde sie in Calgary über 500 m, 1500 m und 3000 m jeweils Dritte und erreichte zum Saisonende jeweils den sechsten Platz in der Weltcupwertung über 500 m und 1000 m, den fünften Rang in der Weltcupwertung im Mehrkampf-Weltcup und den vierten Platz in der Weltcupwertung über 1500 m. Beim Saisonhöhepunkt, den Olympischen Winterspielen 2002 in Salt Lake City, belegte sie den 12. Platz über 500 m, jeweils den siebten Rang über 1000 m und 1500 m sowie den vierten Platz mit der Staffel. In der Saison 2004/05 wurde sie bei den Teamweltmeisterschaften 2005 in Chuncheon Vierte und kam bei den Weltmeisterschaften 2005 in Peking auf den 20. Platz im Mehrkampf sowie auf den vierten Rang mit der Staffel. Zudem errang sie beim Weltcup in Hartford den zweiten Platz mit der Staffel. In der folgenden Saison kam sie mit dem zweiten Platz mit der Staffel in Hangzhou im Weltcup letztmals aufs Podest und belegte bei den Olympischen Winterspielen 2006 in Turin den 17. Platz und den siebten Rang mit der Staffel.

## Erfolge

### Olympische Spiele
- 1998 Nagano: 4. Platz Staffel, 9. Platz 500 m, 15. Platz 1000 m
- 2002 Salt Lake City: 4. Platz Staffel, 7. Platz 1000 m, 7. Platz 1500 m, 12. Platz 500 m
- 2006 Turin: 7. Platz Staffel, 17. Platz 500 m

### Shorttrack-Weltmeisterschaften
- 1997 Nagano: 3. Platz Staffel
- 1999 Sofia: 7. Platz Staffel, 9. Platz 500 m, 13. Platz 1500 m, 14. Platz 1000 m, 16. Platz Mehrkampf
- 2000 Sheffield: 4. Platz Staffel, 9. Platz 500 m, 10. Platz 1000 m, 10. Platz Mehrkampf, 15. Platz 1500 m
- 2001 Jeonju: 4. Platz Staffel, 5. Platz 500 m, 9. Platz 1000 m, 10. Platz Mehrkampf, 19. Platz 1500 m
- 2005 Peking: 4. Platz Staffel, 19. Platz 1000 m, 19. Platz 500 m, 20. Platz Mehrkampf, 28. Platz 1500 m

### Team-Weltmeisterschaften
- 1997 Seoul: 3. Platz
- 1999 St. Louis: 6. Platz
- 2000 Den Haag: 3. Platz
- 2001 Nobeyama: 5. Platz
- 2005 Chuncheon: 4. Platz

## Persönliche Bestleistungen
| Disziplin | Zeit         | Datum            | Ort      |
| --------- | ------------ | ---------------- | -------- |
| 500 m     | 45,098 s     | 21. Oktober 2000 | Calgary  |
| 1000 m    | 1:32,621 min | 22. Oktober 2000 | Calgary  |
| 1500 m    | 2:24,872 min | 1. Dezember 2000 | Nobeyama |
| 3000 m    | 5:08,395 min | 3. Dezember 2000 | Nobeyama |